# Парюг
Парю́г (рос. Парюг) — присілок у складі Котельницького району Кіровської області, Росія. Входить до складу Срітенського сільського поселення.
Населення становить 84 особи (2010, 198 у 2002).
Національний склад станом на 2002 рік — росіяни 95 %.